# Dead Snow 2
Série
Dead Snow
(2009)
Pour plus de détails, voir Fiche technique et Distribution.
Dead Snow 2: Red vs Dead (Død Snø 2) est une comédie d'horreur islando-norvégienne coécrite et réalisée par Tommy Wirkola et sorti en 2014. Il s'agit de la suite directe de Dead Snow, du film du même Tommy Wirkola, sorti en 2009.

## Synopsis
Le seul survivant d'un raid de zombies nazis, Martin, se voit greffer le bras magique du chef de ces derniers, il s'agit du dénommé Herzog. Les zombies nazis et le colonel Herzog se dirigent ensuite vers une petite ville de Norvège pour terminer une mission commanditée par Adolf Hitler qui consistait à raser ladite ville. Grâce à ces nouveaux pouvoirs pour Martin, il ressuscite une armée de bolcheviks et leur chef, le commandant Stavarin, qui aidera Martin dans sa tentative de sauvetage. Il se fera aider par le gardien de service d'une maison touristique, Daniel, et d'un soi-disant groupe de défense anti-zombies (des geeks) américains.

## Fiche technique
- Titre original : Død Snø 2
- Titre français : Dead Snow 2: Red vs Dead
- Titre québécois  : Neige mortelle 2
- Réalisation : Tommy Wirkola
- Scénario : Stig Frode Henrikse, Vegar Hoel et Tommy Wirkola
- Direction artistique : Liv Ask
- Décors : Gunnar Palsson
- Costumes : Linn Henriksen
- Montage : Martin Stoltz
- Musique : Christian Wibe
- Photographie : Matthew Weston
- Son : Karen Baker Landers
- Production : Kjetil Omberg et Terje Stroemstad
- Sociétés de production : Saga Film, Tappeluft Pictures et The Fyzz
- Sociétés de distribution : Norvège
- Pays d’origine :  Norvège /  Islande
- Budget :
- Langue : Norvégien/Anglais
- Durée : 100 minutes
- Format :
- Genre : comédie horrifique et fantastique
- Dates de sortie
  - États-Unis : 19 janvier 2014 (Festival du film de Sundance 2014)
  - Norvège : 12 février 2014
  - Canada : 26 juillet 2014 (Festival Fantasia)
- Dates de sortie en vidéo
  - France : 26 novembre 2014
- Avis du public : Interdit aux moins de 12 ans

## Distribution
- Vegar Hoel : Martin
- Martin Starr : Daniel
- Derek Mears : Commandant Stavarin
- Amrita Acharia : Mary
- Jocelyn DeBoer : Monica
- Ingrid Haas : Blake
- Orjan Gamst : Colonel Herzog
- Kristoffer Joner : un zombie
- Stig Frode Henriksen : Glenn Kenneth
- Hallvard Holmen : Gunga
- Bjarte Tjøstheim (en) : le prêtre
- Christian Rubeck : le policier
- Charlotte Frogner : Hanna
- Jesper Sundnes : le docteur nazi
- Tage Guddingsmo : le navigateur zombie
- David Skaufjord : le conducteur de tank Zombie
- Daniel Berge Halvorsen : Major Stubbe
- Ingar Helge Gimle : le docteur Brochman
- Carl-Magnus Adner : Bobby

## Distinctions

### Récompenses
- Toronto After Dark Film Festival 2014 : prix du public

### Nominations et sélections
- Festival du film de Sundance 2014 : sélection « New Frontier »